# Re del Gwynedd

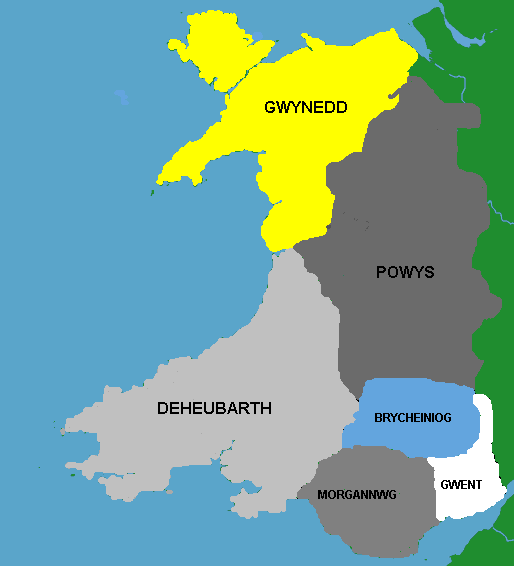
Regni medioevali del Galles

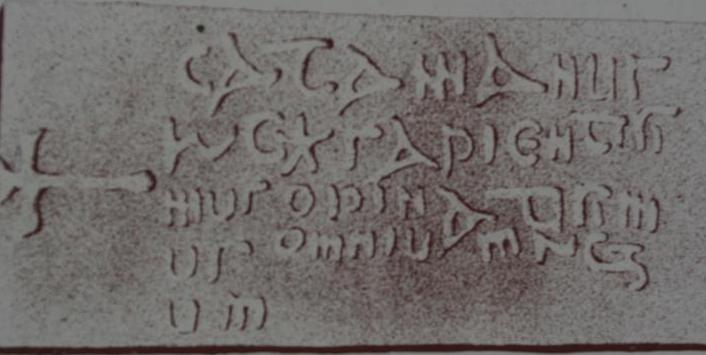
Tomba di Cadfan ap Iago, Re del Gwynedd c615-625

Lista dei sovrani del regno gallese del Gwynedd.

## Re del Gwynedd
Casa di Cunedda
- Cunedda l'Imperatore (c.450 - c.460)
- Einion l'Impetuoso (c.470 - c.480)
- Cadwallon I dalle mani lunghe (c.500- c.534)
- Maelgwn I l'Alto (c.520 - c.549)
- Rhun l'Alto (c.549 - c.580)
- Beli (c.580 - c.599)
- Iago I (c.599 - c.613)
- Cadfan (c.613 - c.625)
- Cadwallon II (c.625 - 634)

Non dinastico
- Cadafael l'Evita battaglie (634 - c.655)

Casato di Cunedda
- Cadwaladr il Benedetto (c.655 - c.682)
- Idwal I il Capriolo (c.682 - c.720)
- Rhodri I il Calvo (c.720 - c.754)
- Caradog (c.754 - c.798)
- Cynan I (c.798 - 816)
- Hywel I (814 - 825)
- Merfyn il Lentigginoso (825 - 844)
- Rhodri II il Grande (844 - 878)

Casato di Aberffraw
- Anarawd (878 - 916)
- Idwal II il Calvo (916 - 942)

Casato di Cunedda
- Hywel II il Buono (942 - 950)

Casato di Aberffraw
- Iago II (950 - 979) e Ieuaf (950 - 969)
- Hywel III (974 - 985)
- Cadwallon III (985 - 986)

Casato di Cunedda
- Maredudd (986 - 999)

Casato di Aberffraw
- Cynan II (999 - 1005)

Non dinastico
- Aeddan (1005 - 1018)

Casata di Mathrafal
- Llywelyn I (1018 - 1023)

Casato di Aberffraw
- Iago III (1023 - 1039)

Casata di Mathrafal
- Gruffydd I (1039 - 1063)
- Bleddyn (1063 - 1075)
- Trahaearn (1075 - 1081)

Casato di Aberffraw
- Gruffydd II (1081 - 1137)
- Owain I il Grande (1137 - 1170)
- Hywel IV (1170)
- Maelgwn II (1170 - 1173) con Dafydd I (1170 - 1195) e Rhodri III (1170 - 1190)
- Llywelyn II il Grande (1195 - 1240)
- Dafydd II (1240 - 1246)
- Llywelyn III l'Ultimo (1246 - 1282) e Owain II il Rosso (1246 - 1255)
- Dafydd III (1282 - 1283) (senza corona)
- Madoc (1294 - 1295) (senza corona)
- Owain III (1372 - 1378) (pretendente)